# (307463) 2002 VU130
(307463) 2002 VU130 est un objet transneptunien faisant partie des plutinos.

## Caractéristiques
(307463) 2002 VU130 mesure 252,9 km+33.6
−31.3 de diamètre selon les observations du télescope Herschel.